# Kelian Janikowski
Kelian Janikowski (ur. 10 maja 1996 w Tucholi) – polski piłkarz ręczny, obrotowy, od 2019 zawodnik Wybrzeża Gdańsk.

## Kariera sportowa
Wychowanek Borowiaka Czersk, następnie zawodnik MTS-u Kwidzyn, z którym w marcu 2015 zdobył brązowy medal mistrzostw Polski juniorów.
W 2015 trafił do MMTS-u Kwidzyn, w barwach którego zadebiutował w sezonie 2015/2016 w Superlidze. W sezonie 2015/2016 występował także w pierwszoligowym MKS-ie Grudziądz (na zasadzie użyczenia). W sezonie 2016/2017 występował już wyłącznie w MMTS-ie – w Superlidze rozegrał 29 meczów i zdobył 33 gole. W sezonie 2017/2018 wystąpił w 26 spotkaniach ligowych, w których rzucił 28 bramek.
W 2018 został wypożyczony do Arki Gdynia. W jej barwach rozegrał w pierwszej części sezonu 2018/2019 14 meczów i zdobył 38 goli. W styczniu 2019 przeszedł na zasadzie półtorarocznego wypożyczenia do Wybrzeża Gdańsk. W drugiej części sezonu 2018/2019 wystąpił w 22 spotkaniach, w których rzucił 60 bramek.
W 2014 uczestniczył w mistrzostwach Europy U-18 w Polsce, podczas których rozegrał siedem meczów i zdobył cztery gole. Grał też w reprezentacji młodzieżowej, z którą w styczniu 2017 uczestniczył w rozegranym w Macedonii turnieju kwalifikacyjnym do mistrzostw świata U-21 w Algierii (w trzech spotkaniach zdobył cztery bramki). Powoływany także do reprezentacji Polski B, w barwach której wystąpił w listopadzie 2016 w turnieju towarzyskim w Płocku (rzucił w nim sześć goli).

## Statystyki
| Klub                            | Sezon     | Liga      | Liga | Liga | Liga | Puchar Polski | Puchar Polski | Puchar Polski | Razem | Razem | Razem |
| Klub                            | Sezon     | Liga      | M    | B    | Śr.  | M             | B             | Śr.           | M     | B     | Śr.   |
| ------------------------------- | --------- | --------- | ---- | ---- | ---- | ------------- | ------------- | ------------- | ----- | ----- | ----- |
| MKS Grudziądz                   | 2015/2016 | I liga    | 17   | 67   | 3,9  | 0             | 0             | 0             | 17    | 67    | 3,9   |
|                                 |           |           |      |      |      |               |               |               |       |       |       |
| MMTS Kwidzyn                    | 2015/2016 | Superliga | 10   | 6    | 0,6  | 1             | 2             | 2             | 11    | 8     | 0,7   |
| MMTS Kwidzyn                    | 2016/2017 | Superliga | 29   | 33   | 1,1  | 5             | 15            | 3             | 34    | 48    | 1,4   |
| MMTS Kwidzyn                    | 2017/2018 | Superliga | 26   | 28   | 1,1  | 1             | 0             | 0             | 27    | 28    | 1     |
| MMTS Kwidzyn                    | Razem     | Razem     | 65   | 67   | 1    | 7             | 17            | 2,4           | 72    | 84    | 1,2   |
| Arka Gdynia                     | 2018/2019 | Superliga | 14   | 38   | 2,7  | 1             | 1             | 1             | 15    | 39    | 2,6   |
|                                 |           |           |      |      |      |               |               |               |       |       |       |
| Wybrzeże Gdańsk                 | 2018/2019 | Superliga | 22   | 60   | 2,7  | 2             | 4             | 2             | 24    | 64    | 2,7   |
| Stan na koniec sezonu 2018/2019 |           |           |      |      |      |               |               |               |       |       |       |